# Leavenworthia aurea
Leavenworthia aurea là một loài thực vật có hoa trong họ Cải. Loài này được Torr. mô tả khoa học đầu tiên năm 1837.